# Задруга (ТВ емисија)
Задруга је српска ријалити-такмичарска емисија коју је створио Жељко Митровић. Премијерно је емитује Пинк од 6. септембра 2017. Од седме сезоне носи поднаслов Елита.
Прати групу разноликих такмичара, познатих под називом задругари, који заједно живе у грађевинском комплексу под сталним видео-надзором. Задругари су потпуно изоловани од спољног света и не могу имати никакву комуникацију са онима који нису на имању. Такмиче се за велику новчану награду, са седмичним номинацијама и елиминацијама које одређују победника.
Прва сезона је остварила изузетан успех међу гледаоцима, а Задруга постала једна од најгледанијих ријалити-емисија у Србији. Међутим, иако бележи велику гледаност, Задруга добија изузетно негативне критике, а приказивањем недозвољених сцена, Пинк је више пута прекршио законе и добио казне. Иако је пета сезона претходно најављена као последња, Митровић је 11. јуна 2022. најавио шесту сезону након позитивних резултата петиције за наставак приказивања емисије.

## Формат
У Шимановцима, на преко два хектара земље, изграђен је читав комплекс са више зграда. У склопу комплекса налази се и вештачко језеро. Такође се налази и Бела кућа, где константно бораве учесници, познатији као задругари, који се девет или десет месеци боре за награду од 50.000 евра.
По концепту ријалитија, сваког понедељка ујутру се проглашава вођа, којег бира учесник који је избачен претходне седмице. Вођа је те седмица сигуран од номинације и спава у хотелу (који се налази у склопу ријалити-шоуа), заједно са омиљеном особом, одвојено од осталих такмичара. Његова дужност је да одржава ред, као и изабере омиљену особу, која је такође привилегована као и вођа, као и два потрчка, који морају да слушају сва наређења вође и приморани су да спавају у изолацији. Елиминације се одржавају скоро сваке седмице, док првог номинованог изгласавају укућани између два потрчка, а други номинован буде учесник који је те седмице имао најмање SMS гласова публике. Продукција има право да казни још учесника номинацијом уколико процени да понашање одређеног такмичара није било у складу са правилима игре те седмице.
Задругари могу да се исповедају Дрвету Мудрости у Рајском врту, које им често нуди пакт, у коме обично учесници покажу своје најгоре особине, спремност да издају пријатеља, покажу љубомору, похлепу и гордост.
Задругари у склопу ријалитија имају сопствену продавницу, казино, ноћни клуб, козметички салон, паб, базен, суд, собу за рехабилитацију, собу за изолацију, радионицу и фарму. Од друге сезоне, комплекс се проширио, те је у град додат и шиша бар, кафић Дубиоза, ресторан брзе хране, паркинг, залагаоница, наутичка продавница, тајна мрачна соба, Миленијина палата у оквиру које се налази Древна Пророчица, позориште и сала, док је напољу изграђен велики морски залив који има и сопствено острво. Суд се користи само једном седмично, за време журке, уколико такмичари направе преступ. Све остале зграде су стално отворене, али такмичари морају да плате од свог недељног буџета, који дели вођа по личном нахођењу, како би их користили. У залагаоницу такмичари доносе предмете за које добијају новац.

## Преглед сезона
| Сезона | Сезона | Дани | Задругари | Победник           | Другопласирани    | Оригинално емитовање | Оригинално емитовање |
| Сезона | Сезона | Дани | Задругари | Победник           | Другопласирани    | Премијера            | Финале               |
| ------ | ------ | ---- | --------- | ------------------ | ----------------- | -------------------- | -------------------- |
|        | 1.     | 287  | 68        | Кија Коцкар        | Луна Ђогани       | 6. септембар 2017.   | 20. јун 2018.        |
|        | 2.     | 303  | 81        | Луна Ђогани        | Марко Миљковић    | 6. септембар 2018.   | 6. јул 2019.         |
|        | 3.     | 309  | 76        | Ива Гргурић        | Марко Миљковић    | 6. септембар 2019.   | 11. јул 2020.        |
|        | 4.     | 307  | 78        | Надица Зељковић    | Милица Кемез      | 6. септембар 2020.   | 10. јул 2021.        |
|        | 5.     | 308  | 75        | Дејан Драгојевић   | Далила Драгојевић | 5. септембар 2021.   | 10. јул 2022.        |
|        | 6.     | 273  | 77        | Александра Николић | Ана Ћурчић        | 9. септембар 2022.   | 9. јун 2023.         |
|        | 7.     | 315  | 73        | Анита Станојловић  | Анели Ахмић       | 2. септембар 2023.   | 13. јул 2024.        |
|        | 8.     | 315  | 81        |                    | Анђела Ђуричић    | 7. септембар 2024.   | 19. јул 2025.        |

## Контроверзе и критике
Задруга је била критикована због приказивања сцена физичког и вербалног насиља. Славко Ћурувија фондација је у мају 2022. пријавила Регулаторно тело за електронске медије (РЕМ) због неадекватног реаговања на сцене родно заснованог насиља у Задрузи, што је по оцени Фондације представљало кршење Закона о електронским медијима и Правилника о заштити људских права. Након тога, у јуну, Независно удружење новинара Србије (НУНС) осудило је Пинк због промовисања насиља и незаконитог понашања.
Нова је објавила вест да је између марта и јуна 2020. више такмичара било заражено ковидом 19, што су, према њиховим изворима, продуценти покушали да сакрију од јавности. Трећа сезона је настављена са снимањем упркос упутствима Владе Републике Србије да се не одржавају јавна окупљања.
Друга полемика је била око такмичарке Миљане Кулић, која је у прву сезону ушла трудна и породила се месец дана након завршетка сезоне. Она је наставила да се такмичи у свакој од наредних сезона Задруге, док истовремено одгаја сина, што је изазвало критике поводом добробити и заштите малолетног лица.